# Discorsi a tavola
I Discorsi a tavola (in tedesco Tischreden) sono una raccolta di conversazioni e massime di Martin Lutero, trascritte dagli ospiti nella sua casa tra il 1531 e il 1546. Gli argomenti sono vari e comprendono insegnamenti sulla condotta cristiana in varie situazioni e ambiti della convivenza, riflessioni su questioni teologiche ed ecclesiastiche, interpretazioni della Bibbia, e testimonianze autobiografiche. Nel loro complesso i Discorsi a tavola offrono una preziosa fonte di informazioni sulla vita e il pensiero del riformatore tedesco, e più in generale sulla cultura e le vicende dell’epoca.
Pubblicati per la prima volta nel 1566 da Johannes Aurifaber, nel corso dei secoli hanno ricevuto varie edizioni e revisioni critiche.

## Storia editoriale

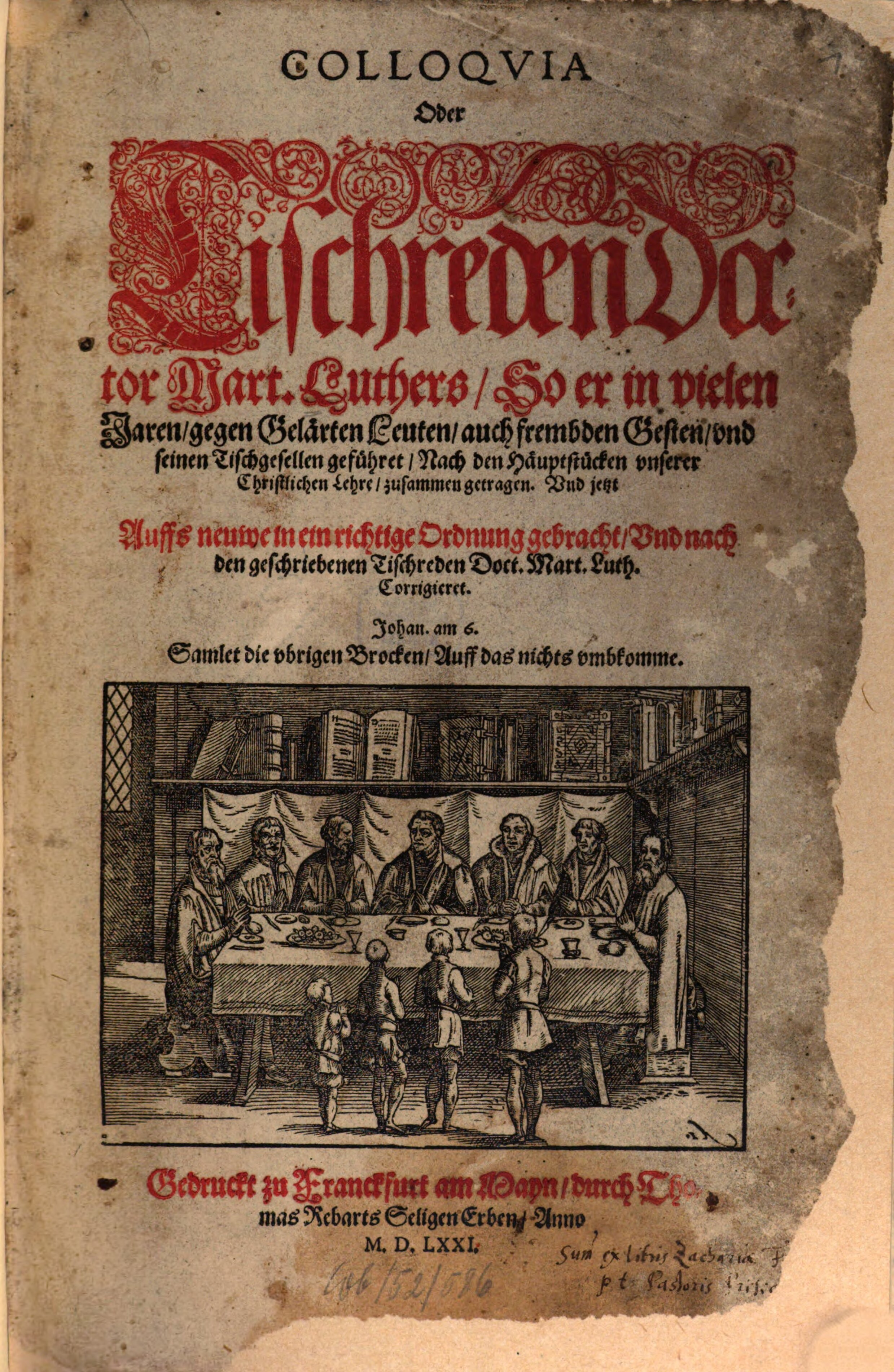
Una copia dei Discorsi a tavola pubblicata a Francoforte nel 1571 nell'edizione curata da Stangewald

Alla fine degli anni venti del Cinquecento, un gruppo piuttosto numeroso di persone era solito raccogliersi, verso le cinque di sera, attorno alla tavola di Lutero. Oltre ai parenti, ai pensionanti della moglie Caterina e agli studenti poveri che ricevevano vitto e alloggio, si trattava di una cerchia di discepoli, teologi, educatori, notabili locali e viaggiatori in visita. Nel 1534 la comunità dei commensali di Lutero contava più di venticinque membri. Nell'estate del 1531 uno dei pensionanti, Conrad Cordatus, iniziò a prendere appunti delle conversazioni durante i pasti e il suo esempio fu presto seguito da altri. Sino alla morte di Lutero, del 1546, contribuirono alla compilazione dei Discorsi a tavola una ventina di autori, tra cui Conrad Cordatus, Veit Dietrich, Nikolaus Medler, Johannes Schlaginhaufen, Ludwig Rabe, Georg Rörer, Johannes Krafft e, dopo una breve interruzione nel 1534-1535, Anton Lauterbach, Hieronymus Weller, Johannes Mathesius, Kaspar Heydenreich, Hieronymus Besold e Johannes Aurifaber.

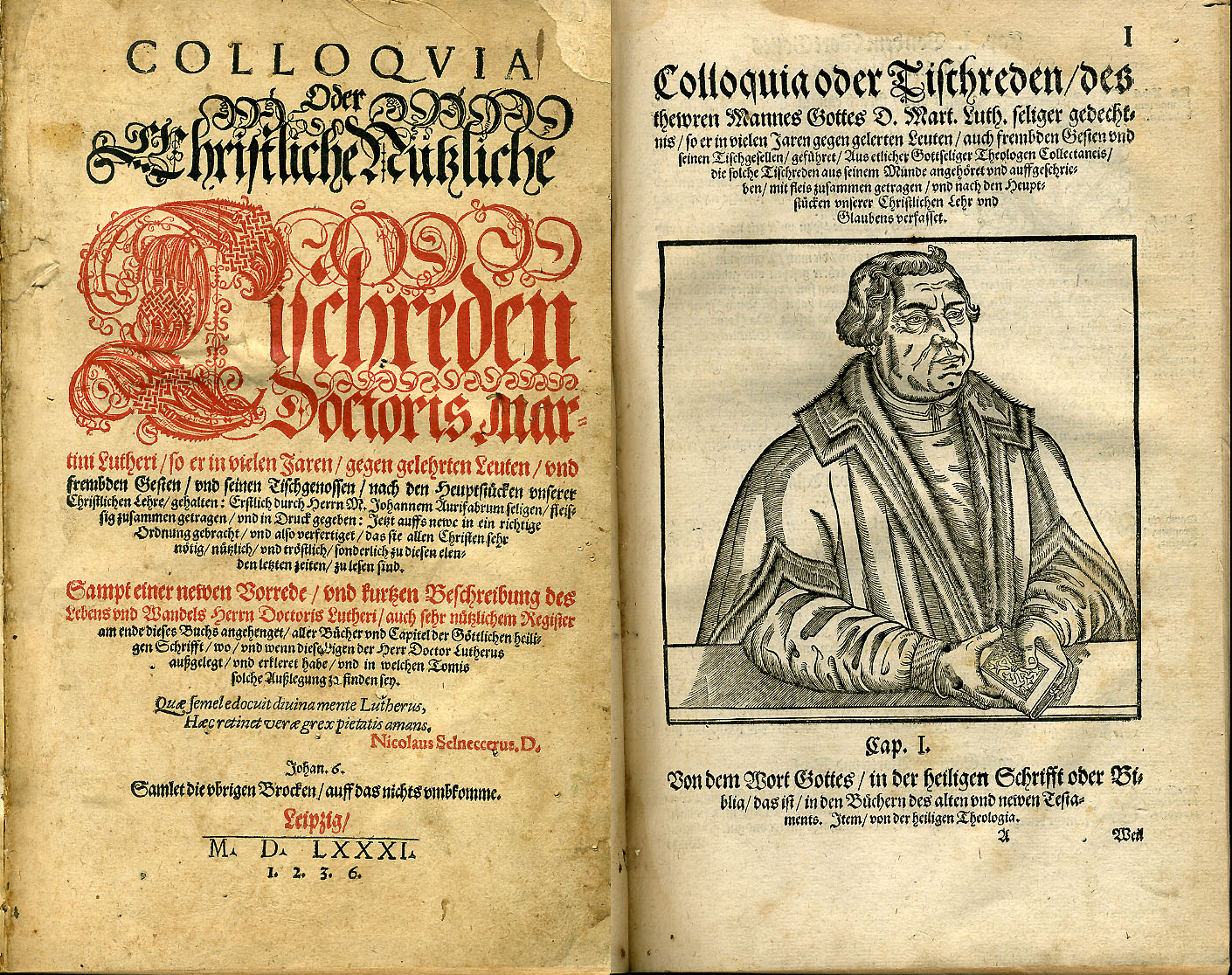
Una copia dei Discorsi a tavola pubblicata a Lipsia nel 1581 nell'edizione curata da Selnecker

Iniziò così a circolare una serie di appunti manoscritti, a volte come trascrizioni testuali di conversazioni, altre volte in forma di riassunti, sino a quando nel 1566 Aurifaber, dopo averli selezionati, rimaneggiati con proprie integrazioni e ordinati per tema, ne pubblicò un'edizione a stampa dal titolo (in traduzione) Discorsi a tavola o Colloquia del dott. Martin Lutero, così come egli li ha tenuti nel corso di molti anni, di fronte a dotti, ospiti e commensali, ordinati secondo gli articoli fondamentali della nostra dottrina cristiana, accompagnato dall'epigrafe Giov. 6: Raccogliete le briciole rimanenti, affinché nulla vada perduto. Per secoli i Discorsi a tavola si identificarono con questa versione e con le sue revisioni da parte di Andreas Stangwald (1571) e Nikolaus Selnecker (1577).
I Discorsi a tavola ottennero subito una grande popolarità e vennero ripubblicati numerose volte nel giro di pochi anni. Nel 1743 la collezione di Aurifaber fu incorporata nell'opera omnia di Lutero curata da Johann Georg Walch. Non si trattò di una decisione scontata:
(Tappert 1967, p. XI)
Un primo tentativo di edizione critica si ebbe con i quattro volumi a cura di Karl Eduard Förstemann e Heinrich Ernst Bindseil, pubblicati a Lipsia tra il 1844 e il 1848 e basati sul confronto tra le versioni a stampa di Aurifaber, Stangwald e Selnecker. A seguito della scoperta di altri manoscritti originali e di un intenso studio filologico, nel 1887 Albert Friedrich Hoppe, professore del Concordia Seminary di St. Louis (Missouri), ultimò una versione riveduta e corretta alla luce dei diari di Cordatus e Lauterbach, che entrò a far parte della nuova edizione della raccolta di Walch.
Tra il 1912 e il 1921 Ernst Kroker curò una nuova e più completa edizione in sei volumi per un totale di 7075 trascrizioni numerate nell'ambito della Weimarer Ausgabe (edizione completa delle opere di Lutero, 1883-2009, in 127 volumi in quarto). Kroker criticò severamente il lavoro di Aurifaber, che non recepì direttamente nel testo principale ma che riportò solo come glossa per consentire la comparazione critica. Usò ampiamente i manoscritti, della cui trasmissione tentò di ricostruire la storia, e di ogni trascrizione pubblicò la versione a suo giudizio migliore, dando conto delle altre in nota. Infine, abbandonò l'ordine tematico di Aurifaber e delle precedenti edizioni strutturando il testo in una ventina di sezioni relative ognuna a un determinato manoscritto.

### Traduzioni
Nel 1652 una selezione dei Discorsi a tavola, corrispondente a circa due terzi dell'edizione di Aurifaber, fu pubblicata a Londra in inglese dal capitano Henry Bell. Bell era stato un soldato di ventura, impegnato in Brandeburgo negli anni 1606-1618; condannato per falso a dieci anni di prigione nel 1631, aveva trascorso il tempo traducendo una copia dell'opera uscita a Francoforte nel 1574. Forse per incuriosire i lettori, egli volle scrivere e includere nel volume una prefazione fantasiosa, piena di racconti inverosimili sul ritrovamento quasi miracoloso del libro. Nel 1646 la House of Commons ordinò che la traduzione di Bell fosse pubblicata in questi termini:
La traduzione di Bell venne pubblicata nuovamente nel 1791, nel 1818 e ancora nel 1840.

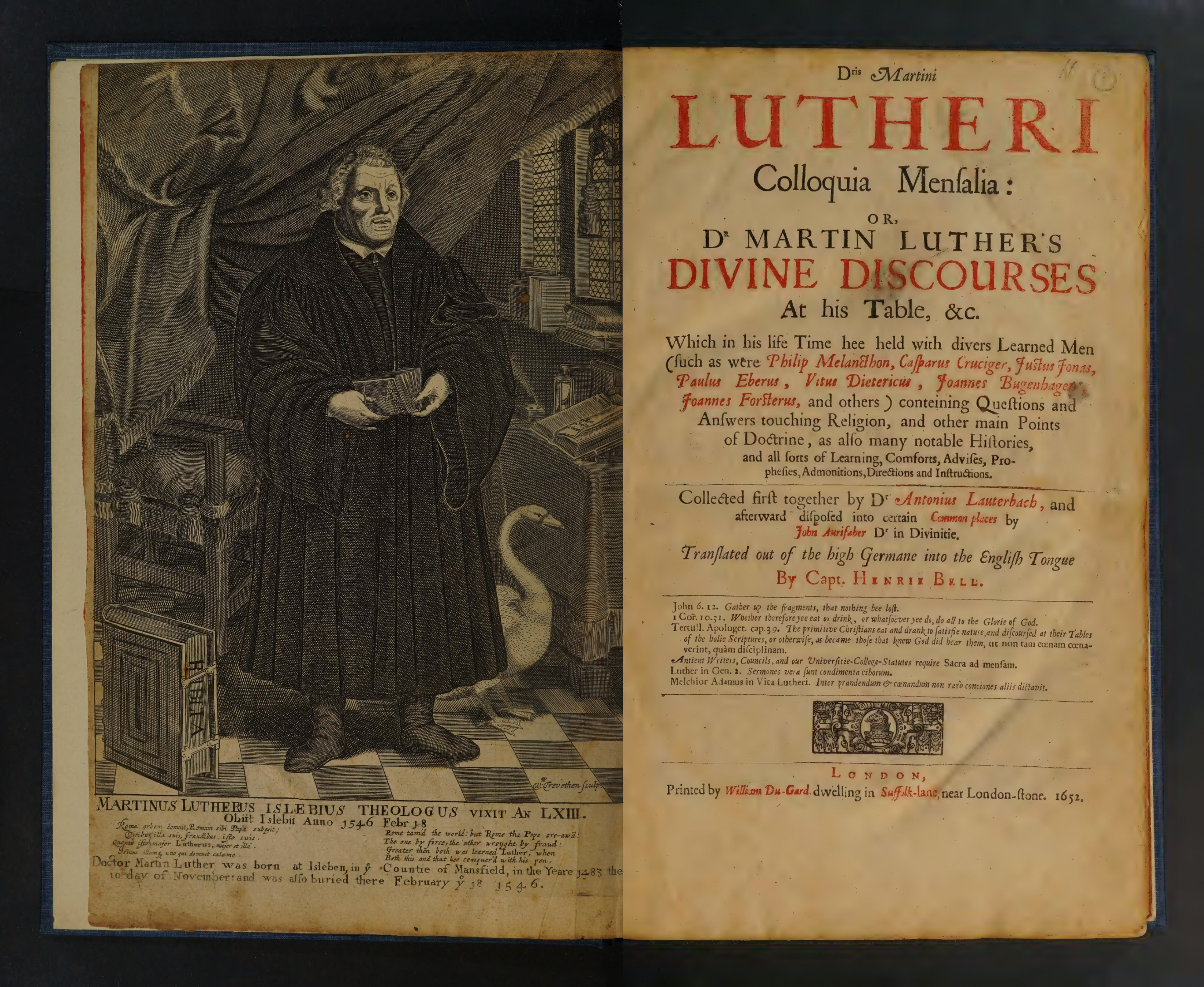
Frontespizio della prima traduzione in inglese dei Discorsi a Tavola, pubblicata a Londra nel 1652 dal capitano Henry Bell

Nel 1832 venne edita, sempre a Londra, la traduzione anonima di una selezione di frammenti, accompagnata da una prefazione che metteva in guardia il lettore dal rischio di trascrizioni apocrife («il libro [...] contiene molte cose che è irragionevole supporre che Lutero possa aver mai detto, persino in momenti di rilassamento») e volgari («Il dottor Martin era un uomo di spiccato buon senso, ma, insieme, di innato umorismo giocoso, che non sempre teneva sotto sufficiente controllo»). Nel 1848 William Hazlitt, figlio dell'omonimo scrittore, pubblicò un'altra traduzione, più volte ristampata, in un «inglese eccellente» ma relativa solo a un quarto circa dei materiali raccolti nell'edizione di Aurifaber. Nel 1915 Preserved Smith tradusse e pubblicò la prima edizione non più basata solo sull'Aurifaber ma anche sui manoscritti resi accessibili dalla ricerca archivistica e filologica in Germania. Da ultimo, Theodore G. Tappert curò un'ampia selezione basata sulla Weimarer Ausgabe, pubblicata nel 1967 come volume 54º dell'opera omnia di Lutero in inglese Luther's Works.
La prima traduzione in francese di gran parte dei Discorsi a tavola risale al 1844 e fu compiuta da Gustave Brunet. Pochi anni prima lo storico Jules Michelet ne aveva tradotto e pubblicato un'ampia selezione con il titolo Mémoires de Luther écrits par lui-même (1835).  La prima in italiano invece, a cura di Leandro Perini, uscì per i tipi di Einaudi nel 1969.

## Stile, contenuti e contesto

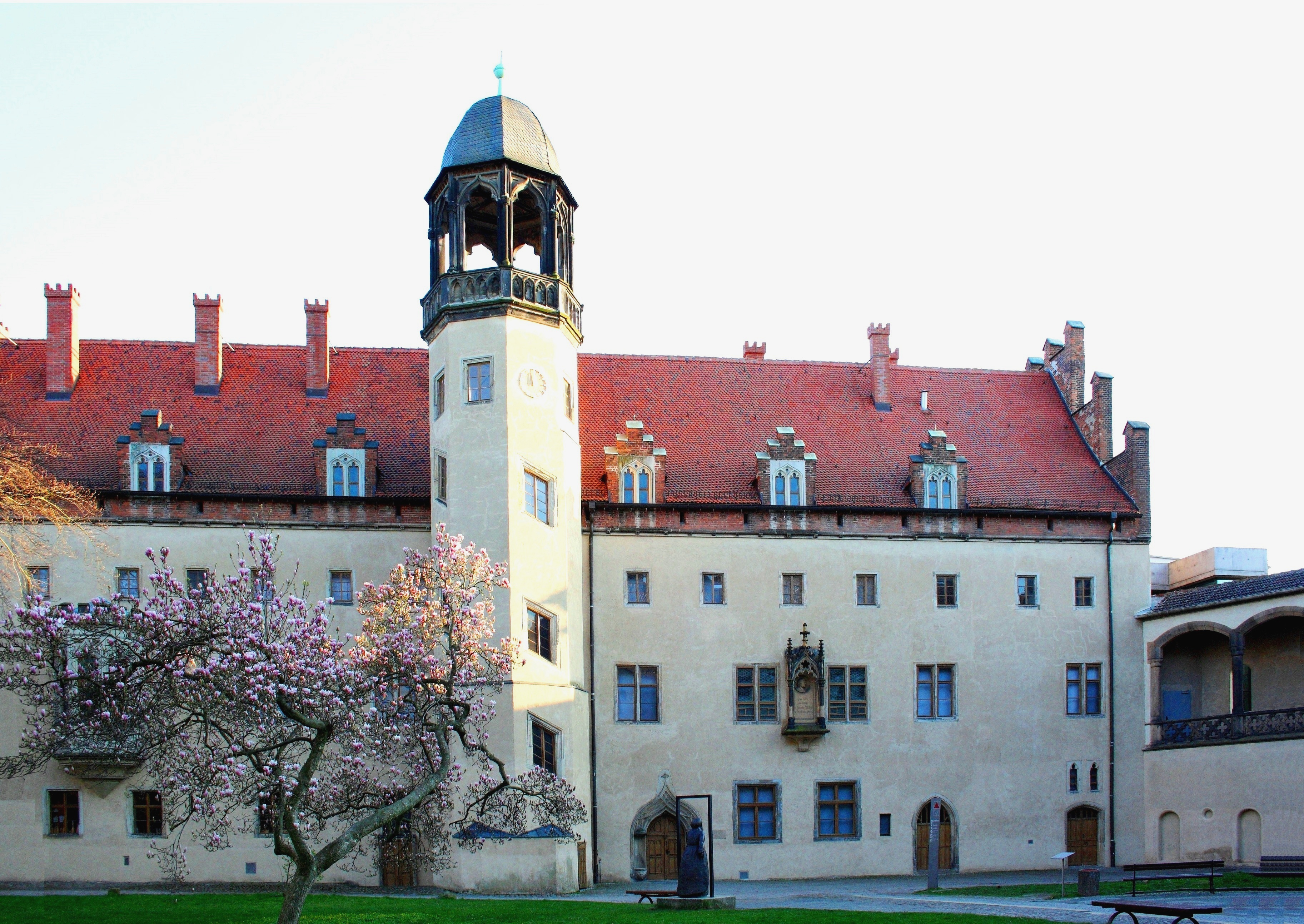
La casa di Lutero a Wittenberg, in cui Lutero trascorse gran parte della vita e in cui dal 1531 al 1546 si svolsero e furono annotati i Discorsi a tavola

I Discorsi a tavola raccolgono sia aforismi caratterizzati da concisione ed efficacia espressiva, sia testi di maggiore ampiezza argomentativa; alcune trascrizioni riportano affermazioni di Lutero isolate dal contesto, a volte brevi e aneddotiche, mentre altre conservano il carattere originale di frammenti di conversazione. Dal punto di vista della forma letteraria, più che di veri e propri "discorsi" si dovrebbe parlare di "apoftegmi", cioè di detti brevi e sentenziosi inquadrati in una piccola cornice narrativa. Il tono generale è quello vivace della lingua parlata, tutt'altro che solenne, anzi quotidiano e familiare, a volte volgare. La conversazione alla tavola di Lutero si svolge in parte in latino e in parte in tedesco, com'era comune tra gli studiosi dell'epoca, passando continuamente dall'una all'altra lingua anche nello spazio dello stesso periodo: si tratta di un idioma maccheronico tedesco-latino che appartiene anche alle lettere di Lutero.

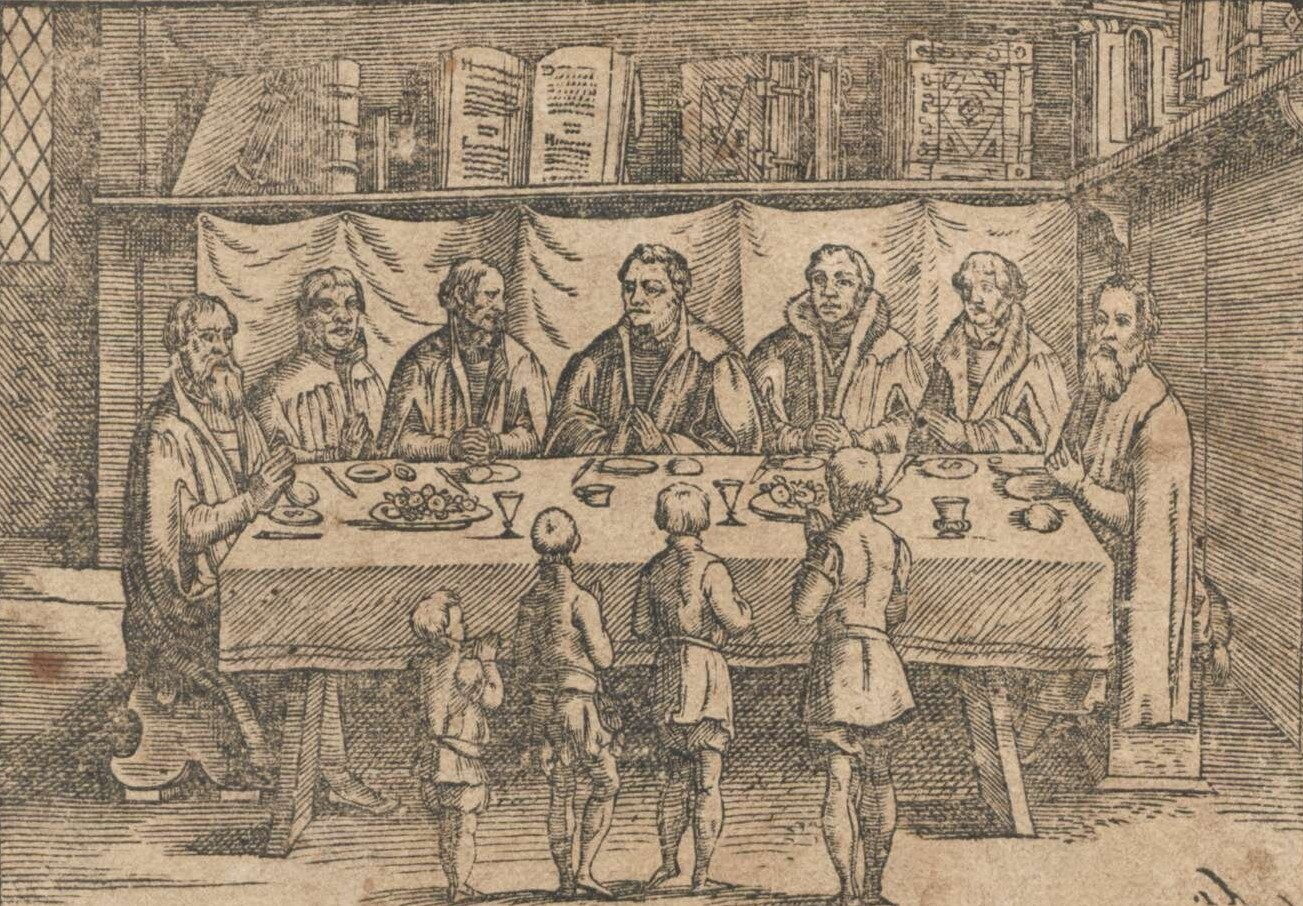
Particolare del frontespizio dell'edizione pirata dell'Aurifaber pubblicata da Schmid a Francoforte nel 1567

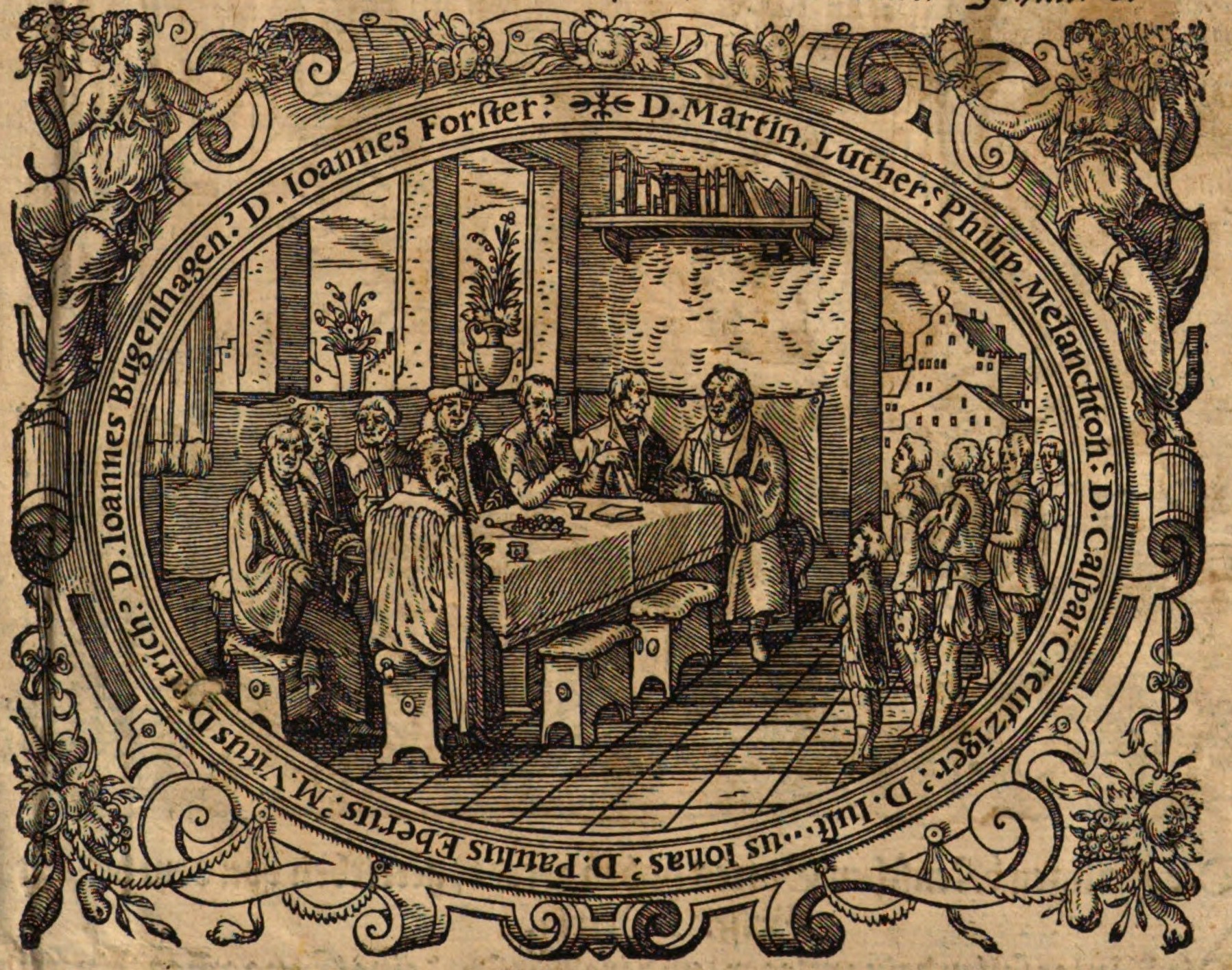
Particolare del frontespizio di un'edizione pubblicata da Schmid e Feyerabend a Francoforte nel 1574. La cerchia ristretta seduta a tavola, con Lutero sulla destra: Philipp Melanchton, Caspar Cruciger, Justus Jonas, Paul Eber, Veit Dietrich, Johannes Bugenhagen e Johannes Forster. Forster ed Eber furono aggiunti al gruppo originale.

I temi sono vari. Si trovano informazioni sulla vita di Lutero, sulle sue condizioni personali ed esperienze religiose, discussioni di problemi teologici e questioni ecclesiastiche, commenti sulla situazione politica, insegnamenti sulla condotta cristiana in varie situazioni della vita, professioni e ambiti della convivenza civile. Oltre a questo, i discepoli che sedevano alla tavola di Lutero con il taccuino in mano non trascuravano nemmeno le conversazioni sugli argomenti più bassi: desiderosi di trasmettere alla posterità ogni battuta del maestro, nulla era per loro troppo banale. I Discorsi a tavola comprendono perciò anche battute di spirito e osservazioni estemporanee e non ponderate. Di ciò lo stesso Lutero era consapevole:
A quanto riporta Cordatus, Lutero non era infastidito dall'abitudine di trascrivere le conversazioni a tavola, ma è possibile che pensasse all'eventualità della loro pubblicazione quando ebbe a dire:
In un'occasione Melantone si fece consegnare da Cordatus gli appunti, che restituì con una nota di ammonizione: «Non giova, Cordato, trascrivere tutto su carta, ma conviene passare sotto silenzio qualcosa».
Per quanto riguarda i quindici anni coperti dai Discorsi, si tratta di un periodo della vita di Lutero relativamente privo di eventi di portata storica. In quanto eretico e fuorilegge, era costretto a rimanere ai margini dalla lotta politica e religiosa che seguì la promulgazione dell'editto di Worms; il suo ruolo nella Riforma dopo il 1525 non fu più quello dell'uomo di azione, ma del teologo, consigliere e mediatore. Questo tardo Lutero può risultare meno attraente del giovane teologo che a Worms aveva sfidato l’Imperatore e il Papa. È una figura «irascibile, dogmatica e insicura», secondo Hans J. Hillerbrand, che può destare stupore per la violenza delle affermazioni sugli anabattisti, che devono essere impiccati come sediziosi, e sugli ebrei, che devono essere espulsi e le cui sinagoghe devono essere bruciate. 
(Hillerbrand)
Comunque il prestigio e l'autorevolezza di Lutero erano indiscussi negli ambienti protestanti dell'epoca, e soprattutto lo erano tra i discepoli. Cordatus raccontò che le parole vive del Maestro erano da loro apprezzate «più altamente degli oracoli di Apollo». Il carisma di Lutero emerge anche dal seguente brano, nel quale Mathesius restituisce in modo vivace lo svolgimento della conversazione presso la sua tavola:

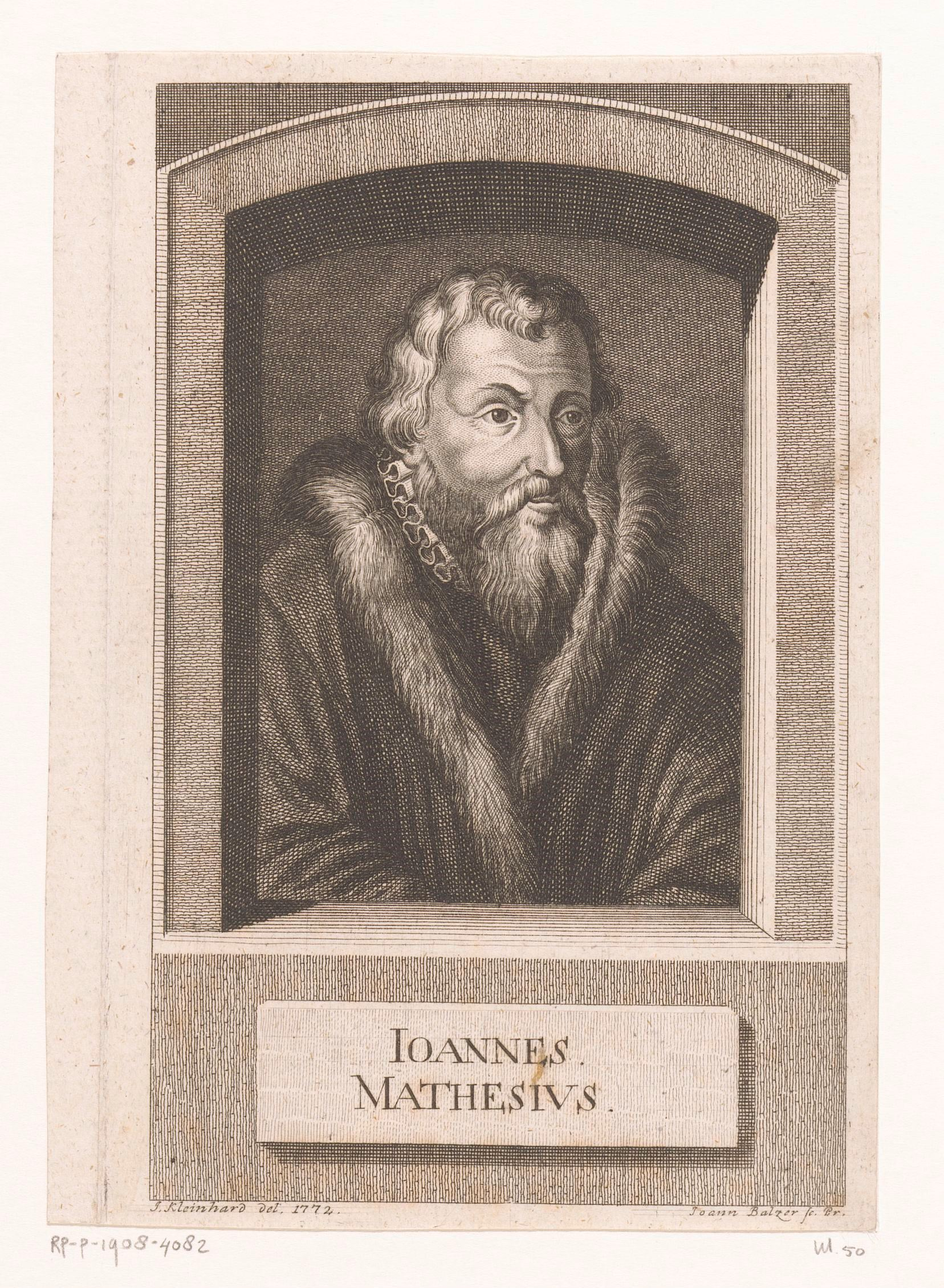
Johann Mathesius

(Johannes Mathesius, Luthers Leben in Predigten, 1566)

## Edizioni
- (DE) Martin Luther, Tischreden Oder Colloqvia Doct. Mart. Luthers: So er in vielen Jaren..., a cura di Johannes Aurifaber, 1ª ed., Eisleben, Gaubisch, 1566.
- (DE) Martin Luther, Welcher die Colloquia oder Tischreden, so von Johann Aurifaber mit Fleiß zusammen getragen, und nach den Hauptstücken der Christlichen Lehre und Glaubens verfasset worden, enthält, in Johann Georg Walch (a cura di), D. Martin Luthers sowol in Deutscher als Lateinischer Sprache verfertigte und aus der letztern in die erstere übersetzte Sämtliche Schriften, vol. 22, Halle im Magdeburgischen, Gebauer, 1743.
- (DE) Martin Luther, Tischreden oder Colloquia, a cura di Karl Eduard Förstemann e Heinrich Ernst Bindfeil, 4 voll., Gebauer'sche buchhandlung (E. Schimmel), 1844-1848.
- (DE) Martin Luther, Colloquia oder TischredenColloquia oder Tischreden. Zum ersten Male berichtigt und erneuert durch Übersetzung der beiden Hauptquellen der Tischreden aus den lateinischen Originalen, nämlich des Tagebuchs des Dr. Conrad Cordatus über Dr. M. Luther 1537 und des Tagebuchs des M. Anton Lauterbach auf das Jahr 1538, in Johann Georg Walch (a cura di), Dr. Martin Luthers Sämmtliche Schriften, vol. 22, 2ª ed., St. Louis, Lutherischer Concordia-Verlag, 1887.
- (DE) Martin Luther, Tischreden, a cura di A. Frederking, Berlin, Deutsche Bibliothek, 1914.
- (DE, LA) Martin Luther, Martin Luthers Werke kritische Gesamtausgabe. Tischreden, 6 volumi, Weimar, Böhlau, 1912-1921.
  - (DE, LA) Tischreden aus der ersten Hälfte der dreißiger Jahre, vol. 1, 1912.
  - (DE, LA) Tischreden aus den dreißiger Jahren, vol. 2, 1913.
  - (DE, LA) Tischreden aus den dreißiger Jahren, vol. 3, 1914.
  - (DE, LA) Tischreden aus den Jahren 1538–1540, vol. 4, 1916.
  - (DE, LA) Tischreden aus den Jahren 1540–1544, vol. 5, 1919.
  - (DE, LA) Tischreden aus verschiedenen Jahren, aus Johannes Aurifabers Sammlung, vol. 6, 1921.
- (EN) Martin Luther, Colloquia Mensalia: Or Dr Martin Luther's Divine Discourses at His Table, a cura di Captain Henry Bell, London, 1652.
- (EN) Martin Luther, Colloquia Mensalia; or, the Familiar Discourses of Dr. Martin Luther at His Table, Which in His Lifetime He Held with Divers Learned Men…, traduzione di Henry Bell, 2 voll., London, 1840.
- (EN) Martin Luther, Luther's Table Talk; or, Some Other Choice Fragments from the Familiar Discourse of That Codly, Learned Man, and Famous Champion of God's Truth, Dr. Martin Luther, London, 1832.
- (EN) Martin Luther, Conversations with Luther: selections from recently published sources of the table talk, a cura di Preserved Smith, Boston, New York, Chicago, The Pilgrim Press, 1915.
- (EN) Theodore G. Tappert (a cura di), Table Talk, collana Luther's Works, vol. 54, Fortress Press, 1967, ISBN 9780800603540.
- (FR) Martin Luther, Mémoires de Luther, écrits par lui-même, traduits et mis en ordre par M. Michelet, a cura di Jules Michelet, 2 voll., Paris, L. Hachette, 1835. Vol. 1; Vol. 2.
- (FR) Martin Luther, Les propos de table de Martin Luther, traduzione di Gustave Brunet, Paris, Garnier frères, 1844.
- Martin Lutero, Discorsi a tavola, a cura di Leandro Perini, traduzione di Leandro Perini, con un saggio su Martin Lutero di Delio Cantimori, Torino, Einaudi, 1999  [1969], ISBN 88-06-00058-6.
- Martin Lutero, Discorsi a tavola, a cura di Domenico Segna, traduzione di Leandro Perini, Milano, Garzanti, 2017, ISBN 978-88-11-65008-9.
- Martin Lutero, Discorsi a tavola, a cura di Fulvio Ferrario e Beata Ravasi, Claudiana, 2017, ISBN 978-88-6898-093-1.

### Esplicative
1. ↑  Secondo Schäufele 2017, p. 592, a causa di un errore di numerazione vi sono in realtà solo 6075 trascrizioni, di cui molte riportate più volte; il numero totale dei testi si aggira intorno ai tremila. Inoltre, altre trascrizioni furono rinvenute dopo la pubblicazione dell'opera e sono raccolte nei volumi 48 e 59 dell'edizione di Weimar.
2. ↑  Kroker utilizzò una quarantina dei cinquantacinque manoscritti visionati; col tempo se ne scoprirono altri per un totale di centodieci, e ciò fa presagire nuove edizioni basate su più ampie ricerche critico-testuali. Cfr. Ferrario 2017, p. 12,

### Bibliografiche
1. ↑  Perini 1969, p. LXXXIII.
2. ↑  Smith 1907, pp. 11-12; Klitzsch 2018, p. 345; Schäufele 2017, p. 590.
3. ↑  Klitzsch 2018, p. 345.
4. ↑  Per notizie biografiche sui compilatori dei Discorsi a tavola: Smith 1907, pp. 18 ss.; Ferrario 2017, pp. 12 ss.
5. 1 2  Schäufele 2017, p. 591.
6. ↑  Ferrario 2017, p. 7.
7. ↑  Klitzsch 2020, p. 1.
8. ↑  Smith 1907, p. 63; Klitzsch 2018, p. 347.
9. ↑  Walch 1743. Vedi Smith 1907, p. 66; Tappert 1967, p. XI; Klitzsch 2018, p. 347.
10. ↑  Förstemann-Bindfeil 1844-1848.
11. ↑  Klitzsch 2018, p. 347; Klitzsch 2020, p. 1.
12. ↑  Walch 1887.
13. ↑  Weimarer Ausgabe Tischreden: WA TR 1; WA TR 2; WA TR 3; WA TR 4; WA TR 5; WA TR 6.
14. ↑  Bell 1652.
15. ↑  Smith 1915, p. XXIV.
16. ↑  Smith 1907, p. 78. L'introduzione del capitano Henry Bell può essere letta in inglese modernizzato qui; il testo originale può essere letto qui.
17. ↑  L'ordine della House of Commons può essere letto in inglese modernizzato qui; il testo originale può essere letto qui.
18. ↑  Luther 1840.
19. ↑  Luther 1832, pp. V-VI.
20. 1 2  Smith 1907, p. 82.
21. ↑  Smith 1915, p. XXVI.
22. ↑  Luther 1967.
23. ↑  Smith 1907, p. 83.
24. ↑  Lutero 1969.
25. ↑  Ferrario 2017, p. 8.
26. ↑  Schäufele 2017, p. 590.
27. ↑  Klitzsch 2018, p. 344; Roper 2016, p. 364.
28. ↑  Bainton 1951, p. 295, parla di «lussureggiante profusione e varietà imprevedibile» di temi: «Lutero spaziava dall'ineffabile maestà di Dio l'Onnipotente alle rane dell'Elba. Maiali, papi, gravidanze, politica e proverbi si affastellano»; vedi anche Schäufele 2017, p. 591.
29. ↑  Smith 1907, pp. 12-13.
30. 1 2  Citato da Smith 1907, p. 13.
31. ↑  «Omnia non prodest, Cordate, inscribere chartis, / Sed quaedam tacitum dissimulare decet». WA TR 2, N° 2068; Wrampelmeyer 1885, p. 11 e p. 31bis; Smith 1907, p. 14; Schäufele 2017, p. 601.
32. 1 2 3  Hillerbrand.
33. ↑  Così Cordatus, citato da Smith 1907, p. 12.
34. ↑  Mathesius 1566, pp. 279-280. La citazione è riportata anche da Frederking 1914 in tedesco moderno e da Bärenfänger et al. 2013 nel testo originale; traduzioni in inglese in Smith 1907, pp. 10-11; Tappert 1967, pp. IX-X; una traduzione parziale in italiano in Ferrario 2017, pp. 8-9.